# 정주하
정주하(鄭周河, 1958년 5월 11일 ~ )은 대한민국의 사진작가이다.

## 약력
- 1958 인천광역시 출생

### 학력
- 1984 중앙대학교 사진학과 (중퇴)
- 1988 독일 쾰른응용과학대학 사진학과 (학사)
- 1990 독일 쾰른응용과학대학 사진학과 (석사)
- 독일 쾰른응용과학대학 사진학과 및 동 대학원 (졸업)
- 1992 Prof. Arno Jansen 밑에서 마이스터 학위를 취득

## 개인전
- 1984 정주하 사진전, 출판문화회관, 서울
- 1988 Monat der Fotografie in Kleveland, 독일
- 1989 Fotoforum Schwarzbund in Bielefeld, 독일
- 1991 Gallerie Fabrik Heeder in Krefeld, 독일
- 1992 Meistersch？ler Pr？fung in K？ln,독일
- 1993 모놀로그, 갤러리아 미술관, 서울
- 1994 빛으로 받은 유산, 샘터화랑 초대전, 서울
- 1998 땅의 소리, 금산 갤러리, 서울
- 2001 혜생원, 십일구 갤러리, 서울
- 2004 서쪽바다, 한미 사진미술관, 서울
- 2008 불안, 불-안, 아트 선재, 서울
- 2017  모래아이스크림, 고은사진미술관, 부산

## 단체전
- 1988 Internationale Photo Szene in K？ln, K？ln Fachhochschule Gallery, 독일
- 1989 Kulturmonat in Heidelberg, Heidelberg Gallery, 독일
- 1990 Wir in K？ln, K？ln Fachhochschule Gallery, 독일
- 1993 관점과 중재, 예술의 전당, 서울
- 1993 사진과 이미지, 선재 미술관, 서울
- 1994 한국 현대사진의 흐름, 예술의 전당, 서울
- 1994 La Matirere, L'ombre, La Fiction, Bibliotheque Nationale de France, Paris, 프랑스
- 1995 우리 시대의 사진가전, 갤러리 아트 빔, 서울
- 1998 Alienation and Assimilation", The Museum of Contemporary Photography, Chicago, 미국
- 1998 두개의 눈, 두개의 창, 서신 갤러리, 전주
- 2000 Contemporary Photographers from Korea The New Generation, Williams Tower Gallery, Houston, 미국
- 2000 해양미술제 2000, 바다의 촉감(세종갤러리, 서울)
- 2002 풍경으로부터의 사진 사진으로부터의 풍경, 미술회관, 서울
- 2002 식물성의 사유, 라메르화랑, 서울
- 2002 상무정신, 프로젝트3-집행유예, 광주비엔날레, 광주
- 2002 사람 바람, 사이따마 근대미술관, 일본
- 2002 동강 사진축전, - 한국현대 사진의 조망-, 영월
- 2002 도감전Ⅰ, 스페이스 사진’ 서울
- 2002 도감전Ⅱ, 스페이스 사진’ 서울
- 2003 도감전Ⅲ, 스페이스 사진’ 서울
- 2003 자연의 시간 인간의 시간, 대전 시립미술관, 대전
- 2004 바다 내게로 오다, 라메르 갤러리, 서울
- 2004 동강 사진축전, -한국 현대 사진의 조망-, 영월
- 2004 엄뫼-모악전, 전북 도립미술관 개관전, 전주
- 2006 대구 사진비엔날레, 대구
- 2007 영월 사람들의 초상, 영월
- 2008 백두대간 대미 지리산, 전북도립미술관, 전주

## 작품 소장
- 1992 프랑스 파리 국립 도서관 관장 Jean-Claude Lemagny에 의해 17점이 동 도서관에 소장
- 2004 한미 사진미술관 7점 소장
- 2004 현대미술관 6점 소장
- 2005 현대미술관 8점 소장
- 2007 전북도립미술관 2점 소장

## 저서 및 출판 목록
- 1999 사진집 땅의 소리
- 1999 사진 그 내적구조에 대하여
- 2008 불안, 불-안
- 2012 빼앗긴 들에도 봄은 오는가